# Delta IV Heavy
A Delta IV Heavy amerikai hordozórakéta volt. A Delta IV hordozórakéta-család legnagyobb tagja, a maga idejében a legnagyobb teherbírású hordozórakéta. A Boeing fejlesztette ki, és a Lockheed Martinnal közös űripari cége, a United Launch Alliance gyártotta.
2004-ben indították első alkalommal. A GEM gyorsítófokozatokkal ellátott Delta IV Medium+ hordozórakétától eltérően az első fokozatként használt, folyékony hidrogén és folyékony oxigénnel üzemelő  Common Booster Core (CBC) modulhoz két további CBC modul csatlakozik mint gyorsítófokozat.
Az indítás után mindhárom CBC modul teljes tolóerővel üzemel, majd 44 másodperc múlva az első fokozatot alkotó központi CBC modul tolóerejét 55%-ra csökkentik, míg a két gyorsítófokozat továbbra is teljes tolóerővel üzemel. A gyorsítófokozatok a startot követő 242. másodpercben égnek ki, majd leválnak, ezt követően az első fokozat hajtóműveit visszakapcsolják teljes tolóerőre, és 86 másodperccel később az is kiég.
A hordozórakéta 200 km-es alacsony Föld körüli pályára 28 790 kg-ot, geoszinkron pályára 6750 kg-ot képes feljuttatni.
Első alkalommal 2004. december 11-én indították. A hordozórakéta repülése csak részben volt sikeres. A folyékony oxigén vezetékében fellépő kavitáció miatt az oldalsó gyorsítófokozatok hajtóművei leálltak és a központi CBC modul is a tervezettnél néhány másodperccel korábban állt le. A második fokozat nem tudta kompenzálni a kieső tolóerőt, így a hasznos teherként szállított makett a tervezettnél alacsonyabb pályára került.
Első üzemszerű indítását 2007. november 11-én hajtották végre, amikor a DSP–23 felderítő műholdat állította pályára.
Egy Delta IV Heavy hordozórakétát használtak az Orion űrhajó 2014. december 5-i tesztrepülésénél, valamint ilyen rakétával indították 2018. augusztus 12-én a Nap tanulmányozására a Parker Solar Probe űrszondát.
16. és egyben utolsó indítására 2024. április 9-én került sor, amikor az NROL–70 misszió keretében a Nemzeti Felderítő Hivatal (NRO) felderítő műholdját állította pályára. A Delta IV Heavy szerepét a Vulcan Centaur hordozórakéta veszi át.